# Lacustricola
Lacustricola – rodzaj ryb z rodziny piękniczkowatych (Poeciliidae), wcześniej klasyfikowany jako podrodzaj w rodzaju Aplocheilichthys w podrodzinie Aplocheilichthyinae.

## Podział systematyczny
Gatunki zaliczane do tego rodzaju:
- Lacustricola atripinna (Pfeffer, 1896)
- Lacustricola bragancai Huber, 2020
- Lacustricola bukobanus (Ahl, 1924)
- Lacustricola centralis (Seegers, 1996)
- Lacustricola chobensis (Fowler, 1935)
- Lacustricola hutereaui (Boulenger, 1913)
- Lacustricola kassenjiensis (Ahl, 1924)
- Lacustricola kongoranensis (Ahl, 1924)
- Lacustricola lacustris (Seegers, 1984)
- Lacustricola lualabaensis (Poll, 1938)
- Lacustricola maculatus (Klausewitz, 1957)
- Lacustricola margaritatus Nagy & Watters, 2022
- Lacustricola matthesi (Seegers, 1996)
- Lacustricola moeruensis (Boulenger, 1914)
- Lacustricola nitidus Nagy & Manda, 2020
- Lacustricola omoculatus (Wildekamp, 1977)
- Lacustricola petnehazyi (Nagy & Vreven, 2018)
- Lacustricola pumilus (Boulenger, 1906) – lśniącooczka mała[3]
- Lacustricola pygmaeus Bragança, Skelton, Bills, Tweddle & Chakona, 2021
- Lacustricola usanguensis (Wildekamp, 1977)
- Lacustricola vitschumbaensis (Ahl, 1924)